# Eduardo Nájera
Eduardo Alonso Nájera Pérez (ur. 11 lipca 1976 w Meoqui Municipality) – meksykański koszykarz, występujący na pozycjach niskiego i silnego skrzydłowego, po zakończeniu kariery zawodniczej trener koszykarski, obecnie skaut zespołu Dallas Mavericks.
Pierwszy meksykański zawodnik wybrany z drafcie NBA (2000). Drugi koszykarz urodzony w Meksyku, który pojawił się w NBA (pierwszym był Horacio Llamas).
Jego rodzice to Servando Najera i Rosa Irene Perez.

## Osiągnięcia
Na podstawie, o ile nie zaznaczono inaczej.
NCAA
- Uczestnik rozgrywek:
  - Sweet 16 turnieju NCAA (1999)
  - II rundy turnieju NCAA (1999, 2000)
  - turnieju NCAA (1997–2000)
- Laureat nagrody zawodnika roku – Chip Hilton Player of the Year (2000)[4]
- Zaliczony do:
  - I składu:
    - All-Big 12 (2000)
    - defensywnego Big 12 (2000)
    - najlepszych pierwszorocznych zawodników Big 12 (1997)
    - turnieju Big 12 (2000)

  - II składu All-Big 12 (1999)
  - III składu All-American – (2000 przez AP, NABC)

Reprezentacja
- Uczestnik:
  - uniwersjady (1997, 1999 – 4. miejsce[5])
  - kwalifikacji olimpijskich (2003 – 6. miejsce)